# Гранове (зупинний пункт)
Платформа Гранове — пасажирська зупинна залізнична платформа Дніпровської дирекції Придніпровської залізниці між зупинними платформами 114 км та 104 км. 
На платформі зупиняються приміські електропоїзди сполучення Дніпро — П'ятихатки.
Платформу відкрито 1898 року.